# Huernia nigeriana
Huernia nigeriana är en oleanderväxtart som beskrevs av John Jacob Lavranos. Huernia nigeriana ingår i släktet Huernia och familjen oleanderväxter. Inga underarter finns listade i Catalogue of Life.